# Amparo Oltra
Amparo Oltra es una actriz española de cine, teatro y televisión nacida en Alcoy (Alicante, Comunidad Valenciana).
Es licenciada en Arte Dramático por la Escuela del Actor de Valencia y conocida por su papel de Marisol, personaje de L'Alqueria Blanca, serie de éxito en la Comunidad Valenciana y retransmitida por Canal Nou. También ha participado en multitud de capítulos de otras series populares como Cuéntame cómo pasó (TVE), La que se avecina (Telecinco), Escenas de matrimonio (Telecinco) o Manos a la obra (Antena 3) y la hemos podido ver en programas televisivos como Babalá (Canal Nou).
En el cine, cuentan con su aparición películas como Cuerpo a la carta, dirigida por Alicia Puig, y Síndrome Laboral de Sigfrid Monleón. Amparo Oltra complementa estos trabajos audiovisuales con varios cortometrajes.
Además, la actriz forma parte del reparto de multitud de obras de teatro de todos los géneros. Entre sus últimos trabajos se encuentran la comedia musical Amarras (Un cabaret de revista), el cabaret Showtime Burlesque o el clásico Los empeños de una casa.

## Filmografía

### Cine
- Cuerpo a la carta (2007). Dirigida por Alicia Puig.[1]
- Las cerezas del cementerio (2004). TV-movie dirigida por J. Luís Borrás.[1]
- Síndroma laboral (2004). TV*movie dirigida por Sigfrid Monleón.[1]

### Cortometrajes
- Vergonya (2013). Dirigido por Alicia Puig.
- Mamá, estoy muero (2013). Dirigido por N. Mínguez.
- Un año y un día (2010). Dirigido por Josep Pitarch.
- Hay alguien ahí (2009). Dirigido por Alejandro Portaz.
- Hasta el cuello (2008). Dirigido por Alejandro Portaz.
- M-30 (2005). Dirigido por Laura Gascó.
- Mailing (2004). CEU Valencia.
- Enabódate (2003). Dirigido por Julio Martí.
- Manos arriba (2001). Dirigido por Nacho Ruipérez.
- Belcebú (2000). Dirigido por Sergio Blasco.

### Televisión

#### Series de televisión
| Año                        | Título                | Personaje                           | Canal              | Notas        |
| -------------------------- | --------------------- | ----------------------------------- | ------------------ | ------------ |
| 2000                       | Manos a la obra       |                                     | Antena 3           | 1 episodio   |
| 2006                       | El comisario          | Monja                               | Telecinco          | 1 episodio   |
| 2009                       | Cuéntame cómo pasó    | Prostituta                          | La 1               | 1 episodio   |
| 2013                       | La que se avecina     | Sor Angustias                       | Telecinco          | 2 episodios  |
| 2012-2013; 2019; 2021-2022 | L'Alqueria Blanca     | María del Sol "Marisol" Moncho Vivó | Canal Nou / À Punt | 24 episodios |
| 2014                       | Bienvenidos al Lolita | Profesora de Nuria                  | Antena 3           | 1 episodio   |
| 2018; 2020                 | Vergüenza             | Amparo                              | Movistar Plus+     | 2 episodios  |
| 2019                       | Parany                | Mari Carmen                         | À Punt             | 1 episodio   |
| 2021                       | Paraíso               | Profesora                           | Movistar Plus+     | 1 episodio   |
| 2024                       | Los años nuevos       | Cande                               | Movistar Plus+     | 1 episodio   |

#### Programas de televisión
- Bona vesprada. À Punt. (2021)
- Atrapa'm si pots. À Punt. (2021)
- Babalà. Canal Nou.
- Negocis de familia. Canal Nou.
- La nau. Canal Nou.
- Mira mira. Canal Nou.
- Casting 9. Canal Nou.

## Teatro
- El chico / The kid de Charles Chaplin
- Anfitrión
- Amarradas (un cabaret de revista)
- Showtime Burlesque
- Querer ser infiel y no saber con quién
- Los empeños de una casa
- El sol verde
- El 4º Inocente
- Zero responsables
- Les dones de Lockerbie
- La volta al món en 80 dies
- La sonrisa de M'Ohara
- Iuventutis Day
- El infierno de Marta
- Terra 08
- La señorita Julia
- Gota
- Erre que erre
- Musi-k
- Cabaret y olé
- Gilda
- Momo
- Victoria Cabaret
- Alicia
- Iogurt per a 3
- Les tres porquetes

## Formación y habilidades
- Licenciada en Arte Dramático por la Escuela del Actor de Valencia.
- Cursos de interpretación con Tonucha Vidal, Ernesto Caballero, Gracia Querejeta, Karmele Aranburu, Dunia Ayaso y Félix Sabroso.
- La Academia del Verso de Alcalá.
- Danza española, clásica y moderna Fosse.